# The O2

Die Millennium Dome Show, Mitte der Vorstellung im Oktober 2000

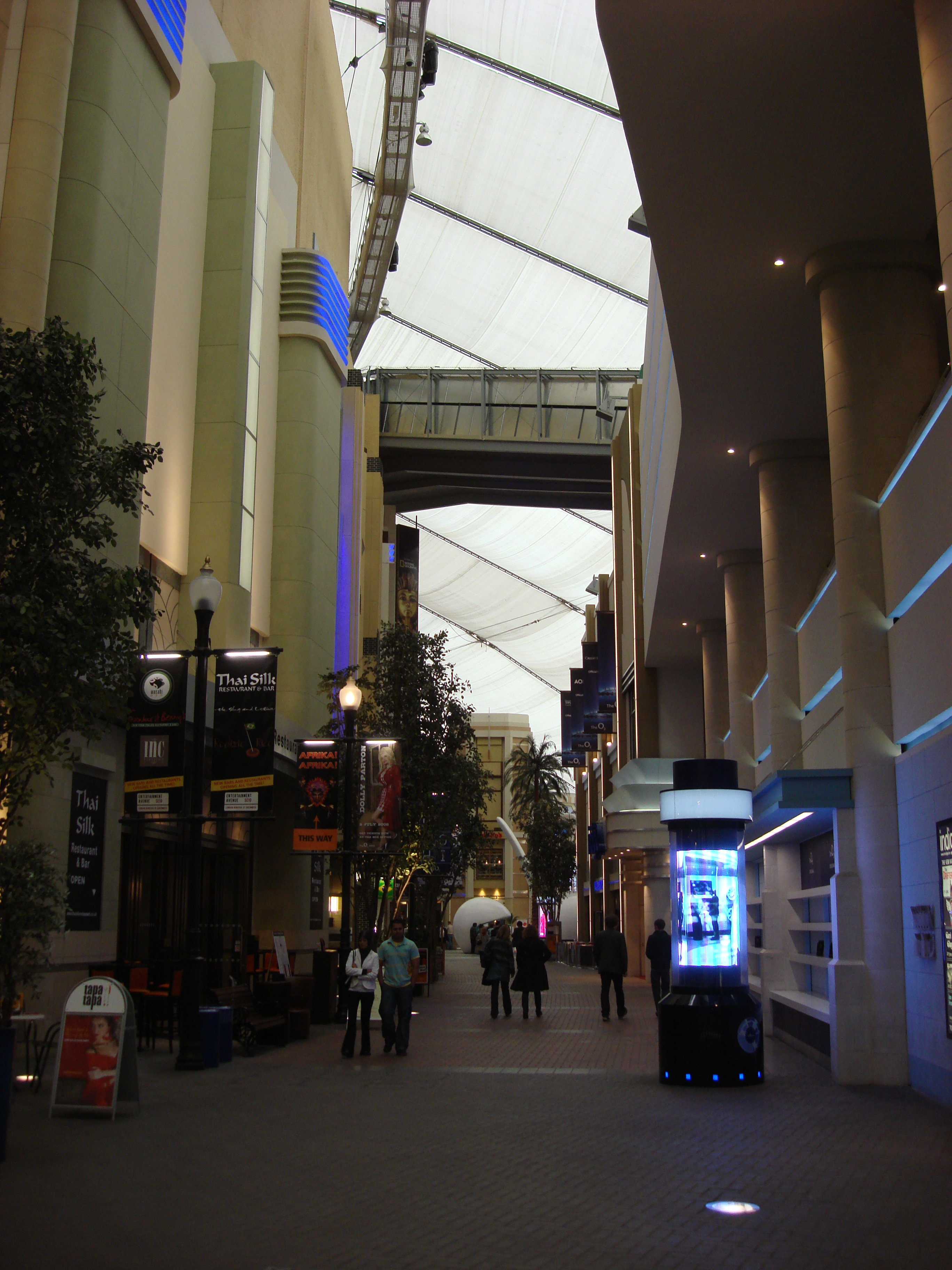
Passage im Inneren des Millennium Dome

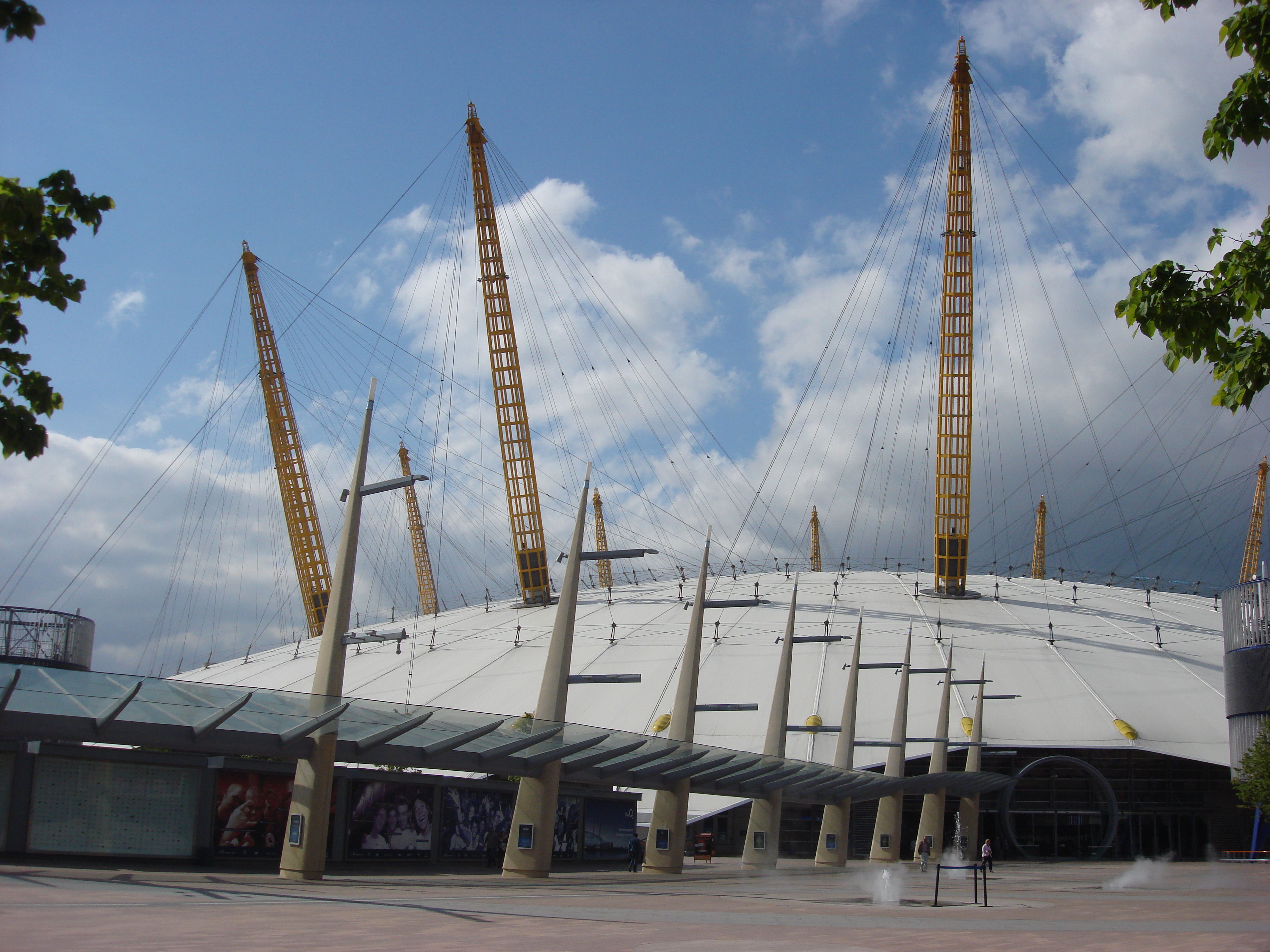
Eingang (2008)

Das am 1. Januar 2000 eröffnete The O2 ist ein von der Anschutz Entertainment Group betriebener Entertainment-Komplex im Londoner Stadtbezirk Greenwich, Vereinigtes Königreich. Es liegt am Blackwall Point, dem nördlichsten Punkt der Greenwich Peninsula. Der Komplex beinhaltet die O2 Arena. Das bis 2005 Millennium Dome genannte Bauwerk ist mit 365 Metern Durchmesser und bis zu 52 Metern Höhe der größte einzeln stehende Baukörper in Großbritannien und der größte Kuppelbau der Welt. Seine Abmessungen symbolisieren die Anzahl der Tage und Wochen eines Jahres. Seine zwölf jeweils 100 Meter hohen Masten weisen auf die Monate eines Jahres und auf das Zifferblatt einer Uhr hin. Der Nullmeridian von Greenwich verläuft unmittelbar in der Nähe der Halle. Die Dachhaut aus Kunststoffen soll mehrere Jahrzehnte überdauern, sie ist jedoch an einer Stelle durchbrochen, um einer überbauten Abluftöffnung des Blackwall-Tunnel Raum zu geben. Der Entwurf dieser riesigen Stahlseilkonstruktion stammt von dem Architekten Richard Rogers, der auch das Centre Georges Pompidou in Paris entworfen hat, und die Tragwerksplaner waren Ian Liddell und der Projektingenieur bei Buro Happold Paul Westbury. 2007 wurde das Mobilfunkunternehmen O2 Namenssponsor. Im Februar 2017 wurde der Vertrag bis in das Jahr 2027 verlängert. Das Unternehmen zahlt dafür knapp 148 Mio. Euro.

## Geschichte bis 2000
Innerhalb der zur Feier des neuen Jahrtausends erbauten Halle gab es im Jahr 2000 verschiedene Bereiche zu besichtigen:
- die Body Zone, in der man mit einer riesengroßen Zeitmaschine reist
- die Learning Zone, in der man die Zukunft von Bildung und Arbeit entdecken kann
- die Play Zone, um das Spiel als Teil der persönlichen, sozialen und kulturellen Identität darzustellen
- die Faith and Spirit Zone, die im Gedenken an die Entstehung der größten Weltreligionen gestaltet wurde
- die Dream Zone, in der man die schöpferische und phantasievolle Seite des Lebens kennenlernen soll
- die Living Zone, die das Bewusstsein für den Umweltschutz fördern soll

Die Ausstellung wurde Ende des Jahres 2000 geschlossen. Der Dome gilt heute bei Baukosten von £758.000.000 als Fehlinvestition. Einer der größten Kritiker ist der britische Journalist Jeremy Clarkson, der sich über den Millienium Dome in seinen Glossen regelmäßig lustig macht. 1999 war der Dome in der Eröffnungssequenz des James-Bond-Films Die Welt ist nicht genug zu sehen.

### Millennium Dome Show
Die Millennium Dome Show wurde vom 1. Januar 2000 bis zum 31. Dezember 2000 999-mal aufgeführt. Die Story basierte auf dem Comic The Story of OVO des englischen Musikers Peter Gabriel, das in einem CD-Booklet-Format als Beilage zu der CD-Edition OVO The Millennium Show des Soundtrack-Albums OVO veröffentlicht wurde.

## Gegenwart
Bis 2007 wurde der Dome zu einer großen Sportarena mit einer Kapazität von 16.500 Sitzplätzen umgebaut. Er nahm eine zentrale Rolle bei den Olympischen Spielen 2012 und den Sommer-Paralympics 2012 ein. In dieser Zeit hieß der Dome aus sponsorenrechtlichen Gründen offiziell North Greenwich Arena. Hier fanden bei den Olympischen Spielen die Wettbewerbe im Gerätturnen und Trampolinturnen sowie die Endspiele im Basketball statt, für die die Zuschauerkapazität auf 20.000 Sitzplätze vergrößert wurde. Bei den Paralympics wurden hier ein Teil der Vorrunde sowie die Endspiele im Rollstuhlbasketball ausgetragen.
Am 29. September 2007 eröffnete die nordamerikanische Eishockeyliga NHL ihre Saison 2007/08 im Millennium Dome mit dem Spiel Anaheim Ducks gegen Los Angeles Kings. Am darauf folgenden Tag trafen die beiden Mannschaften erneut aufeinander. Es war der erste Saisonauftakt der NHL auf europäischem Boden.
Am 10. Oktober 2007 fand ein Vorbereitungsspiel der nordamerikanischen Basketballliga NBA im Rahmen der NBA Europe Live Tour 2007 zwischen den Minnesota Timberwolves und den Boston Celtics statt.
Von Juli 2009 an sollten hier fünfzig Konzerte von Michael Jackson stattfinden. Jedoch starb dieser am 25. Juni 2009, 18 Tage vor Beginn der Konzertreihe.
Vom 12. bis 18. Oktober 2009 wurden die 41. Turn-Weltmeisterschaften in der Arena ausgetragen.
Von 2009 bis 2020 fanden hier die ATP World Tour Finals, das „Masters“-Turnier der acht besten männlichen Tennisspieler, statt.
Außerdem finden hier regelmäßig die Halbfinals und das Finale des größten Hallensportevents Großbritanniens statt, der PDC Darts Premier League.
Mitte Februar 2022 riss der Orkan Eunice die Dachhaut der zeltartigen Konstruktion großflächig auf. Am 25. Februar wurde nach Sicherheitsprüfungen, die den Bau als sicher und strukturell solide eingestuft hatten, The O2 wieder für Besucher geöffnet. Die geplanten Konzerte und Veranstaltungen konnten stattfinden. Obwohl das Loch im Dach noch länger vorhanden war, beschränkte sich der Schaden auf einen isolierten Bereich im Icon Outlet at The O2, dem Premium-Einkaufszentrum des Komplexes. 

## Im Inneren
Das Innere des Komplexes teilt sich in zwei Bereiche auf: Den äußeren Ring, der etwa zur Hälfte mit Restaurants und Geschäften besetzt ist, und den inneren Ring, die Konzerthalle. Der Radius des inneren Hauptteils beträgt nur die Hälfte des Radius des gesamten Komplexes.
Der Hauptteil, die O2 Arena, wird heute hauptsächlich als Konzerthalle genutzt, in der bis 20.000 Besucher Platz finden können. Konzerte gab es unter anderem von Barbra Streisand, Madonna, Justin Timberlake, Keane, Kylie Minogue, Bon Jovi und den Spice Girls. 2007 gaben Led Zeppelin ein Ehrenkonzert für ihren verstorbenen Plattenproduzenten Ahmet Ertegün. 2007 hielt Prince dort 21 Konzerte ab und stellte damit den bisherigen Rekord an ausverkauften Konzerten im O2 auf. Dieser wäre von Michael Jackson überboten worden, der dort ab 13. Juli 2009 fünfzig Konzerte hätte geben sollen, die im regulären Verkauf in wenigen Stunden ausverkauft waren. Ab Juni 2009 gab Britney Spears acht Konzerte, die im Rahmen ihrer „The Circus Starring Britney Spears“ Tour 2009 stattfanden. Alle Konzerte waren restlos ausverkauft. Am 20. Februar 2010 gab Depeche Mode im O2 ein Konzert im Rahmen der „Tour of the Universe“ 2009/2010. Am 18. und 19. Dezember 2010 fand das „Cinema release of Simply Red’s last ever concert“ statt, das Abschiedskonzert der Band. 2011 gab Rihanna neun Konzerte im Rahmen der Loud Tour.
Des Weiteren gibt es innerhalb des Komplexes einen kleineren Veranstaltungsort mit dem Namen indigO2, die Ausstellungsfläche O2 Bubble, ein Kinocenter der Kette VUE sowie eine Passage mit Restaurants und Läden. Im Jahr 2018 wurde nach einem Ausbau im Inneren ein Outlet Center eröffnet.